# Rhipidarctia auroa
Rhipidarctia auroa är en fjärilsart som beskrevs av Sergius G. Kiriakoff 1957. Rhipidarctia auroa ingår i släktet Rhipidarctia och familjen björnspinnare. Inga underarter finns listade.